# RADIO BERRY WEEKEND REQUEST
RADIO BERRY WEEKEND REQUEST （レディオベリー ウィークエンドリクエスト）は、RADiO BERRYで土曜日の夕方に1994年の開局時から2000年まで放送されていた音楽リクエスト番組であり、電話・FAX・ハガキなどでリクエストを受け付けていた。

## 内容

### 初期
1994年のRADIO BERRY開局時からの番組である。平日朝帯の「RADIO BERRY BRIGHT MORNING」、平日夕方帯の「RADIO BERRY MUSIC TRANSFER」と並ぶ自主制作の看板生ワイド番組の一つとしてスタートした。
横浜エフエム放送で平日夕方の帯ワイド番組を既に担当していた当時若手DJ栗原治久を自主制作生放送のメイン出演者としては唯一社外から起用してのことであった。
開始当初はベイエフエムの「TOKYO BAYLINE 7300」に似た電話リクエスト曲を基本軸として最後にリクエストランキングを発表するといったオーソドックスなリクエスト番組形式を取っていた。
しばらくして共演の鹿島田千帆（社員アナウンサー）が降板し、栗原単独となるとリクエストという基本軸に変更はないものの次第に栗原の個性や豊富な音楽知識を活かした企画、リスナーを巻き込んだお遊び要素も増え、音楽・コミュニケーション・バラエティ番組として深化していく。
この過程で定期化したコーナーとしては「クラブミックスのコーナー」、「クイズ曲の差なんて!!」が代表例として挙げられる。前者は栗原による2台のターンテーブルを使ったノンストップミックスが披露されていた。
栗原の飾らないトークとリスナーコミュニケーションの組み合わせは盛り上がりを見せ、ニュース担当アナウンサーを巻き込んでの恋愛相談企画に繋がるなど柔軟なノリが人気を博していた。
このバラエティ路線は同局土曜夕方枠の色合いとして後々引き継がれることになる。
BGMにはドラムマシン、後にジャズ曲が使われていた。これはディレクターの好みの違いによるらしい。

#### 主なコーナー
コーナーの時期はそれぞれ異なる。コーナーのない時間帯は主にリクエスト曲とリスナーのメッセージや電話（生通話ないし留守電）を流す。
- 19:00 RADIO BERRY NEWS（スポンサー有） - アナウンサーが担当
- 19:05 アーティストスペシャル（スポンサー有） - 1組のミュージシャンに焦点を当てる
- クイズ曲の差なんて!!（一時期スポンサー有） - 音楽クイズ
ふざけたものが多かった。出題編は曲間に流され、正解発表部分をコーナー化していた。賞品はスポンサーの宅配ピザであった。タイトルはフジテレビ系『クイズ!年の差なんて』のパロディ。
- 19時台 クラブミックスのコーナー - 栗原が事前にDATに録音したもの
DATを持参し忘れたため、宇都宮のクラブDJが代わりにプレイしたこともある。
- 20時台 特集
事前録音でアーティストインタビューなどの企画が入ることもあった。インタビューには若手時代の安室奈美恵などが出演している。

### 中後期
改編期を前に突如降板することになった栗原に代わり、当時「ボキャブラ天国」（フジテレビ系）で頭角を表していたアリtoキリギリス（石井正則、石塚義之）が2代目DJに就任。実際には栗原最終回のエンディングゲスト出演からスタートしている。アリtoキリギリスのDJ就任に伴い、リスナー用留守番電話の愛称が「花籠」から「虫籠」に変更されている。
アリtoキリギリスとしては初の冠レギュラー番組（「アリキリのWEEKEND REQUEST」という通称が存在した）でボキャ天でもナレーションにて当番組出演が触れられたほど当時の芸能・放送業界では意外性をもって受け止められた。
リスナーからのネタハガキを募集するコーナーなどお笑い色の濃い内容となった。ハガキでネタを投稿し採用されたリスナーには官製はがきの裏にパーソナリティの似顔絵が書かれたものなどが送られた（イラストは「ミエノヒトミ」）。
アリtoキリギリスがパーソナリティーの際には、「体育祭（たいいくまつり）」や「文化祭（ぶんかまつり＝お笑いライブ）」などを番組企画としてリスナー参加で行うなどした。
なお、石井が結婚発表をしたのもこの番組内である。
RADIO BERRY開局15周年記念特番「セレブレイト15」の企画として、2代目DJのアリtoキリギリスをパーソナリティに迎えて2008年12月6日に一夜限りの復活（ただし19:00-20:55の2時間枠）をした。

## 放送時間
- 18:00 - 21:00

1995年4月22日は特別番組『コスモ石油SPECIAL We Love Music, We Love the Earth'95』のため18:00 - 19:00に短縮し、リクエストを受け付けずに放送。

## パーソナリティ
歴代パーソナリティ（情報担当を除く）は全員新幹線通勤であり、宇都宮在住者がいなかった。誤って通過列車に乗ってしまい遅刻するといった事態にも見舞われている。

### 初代
- ごく初期：栗原治久・鹿島田千帆
- それ以外：栗原治久

ごく初期は、鹿島田がニュースなどの情報コーナーも担当。栗原単独期は情報担当に梅原朋子（臨時で星いつ子）が付き、時々栗原と絡むことがあった。

### 2代目
- アリtoキリギリス（石井正則、石塚義之）

### 3代目
- アウトブレイク

### 4代目
- アクシャン